# 中国医学科学院微循环研究所
中国医学科学院微循环研究所是中华人民共和国的一所微循环研究机构，隶属于中国医学科学院北京协和医学院，1986年建立。